# مارنگو (آلاباما)
مارنگو (به انگلیسی: Marengo) یک منطقهٔ مسکونی در ایالات متحده آمریکا است که در شهرستان مرنگو، آلاباما واقع شده‌است. مارنگو ۵۴٫۸۶ متر بالاتر از سطح دریا واقع شده‌است.